# Marozauka (rejon orszański)
Marozauka (biał. Марозаўка; ros. Морозовка, Morozowka, pol. hist. Morozówka) – wieś na Białorusi, w obwodzie witebskim, w rejonie orszańskim, w sielsowiecie Wuscie.

## Historia
W XIX i w początkach XX w. majątek ziemski należący do Birulów i Kliszewskich, położony w Rosji, w guberni mohylewskiej, w powiecie orszańskim. Majątek nazywany był wówczas także Pazino.
Następnie w granicach Związku Sowieckiego. Od 1991 w niepodległej Białorusi.